# Zambia en los Juegos Paralímpicos de Pekín 2008
Zambia participó en los Juegos Paralímpicos de Pekín 2008. La delegación del país consistió en un solo atleta, el corredor de medio fondo Larson Katongo.
Katongo, que contaba en aquel momento con 21 años, era un atleta con discapacidad visual. Participó en las pruebas de 800 y 1500 metros. A pesar de haber competido en eventos internacionales, estos eran los primeros Juegos para Katongo. Su entrenador era Paul Mwansa.

## Atletismo
| Atleta         | Clase | Prueba | Serie     | Serie  | Semifinal       | Semifinal       | Final           | Final           | Final           |
| Atleta         | Clase | Prueba | Resultado | Puesto | Resultado       | Puesto          | Resultado       | Puntos          | Puesto          |
| -------------- | ----- | ------ | --------- | ------ | --------------- | --------------- | --------------- | --------------- | --------------- |
| Lassam Katongo | T12   | 800 m  | 2:09.03   | 4      | No se clasificó | No se clasificó | No se clasificó | No se clasificó | No se clasificó |
| Lassam Katongo | T13   | 1500 m | 4:28.80   | 5      | No se clasificó | No se clasificó | No se clasificó | No se clasificó | No se clasificó |